# Огнянов, Тихомир
Тихомир Огнянов (серб. Тихомир Огњанов / Tihomir Ognjanov; 2 марта 1927, Суботица — 2 июля 2006, там же) — югославский сербский футболист, участник чемпионатов мира 1950 и 1954 годов, а также Олимпийских игр 1952 года.

## Карьера

### Клубная
Воспитанник футбола города Суботица. Начинал карьеру в клубе ЖАК, в годы Второй мировой войны выступал как игрок любительских клубов РСК (Суботица) и «Бачка 1901». Профессионалом стал как игрок клуба «Спартак» (Суботица). Участвовал в Народно-освободительной войне Югославии как партизан, после войны отслужил год в Югославской народной армии. За время службы в 1947 году провёл 9 игр за белградский «Партизан» и забил 7 голов.
Расцвет карьеры Огнянова пришёлся на выступления за злейших врагов «Партизана» — команду «Црвена Звезда». Тихомир с 25 августа 1949 по 24 мая 1953 провёл 181 матч и забил 73 гола (из них 75 игр и 22 гола в чемпионате страны). Выиграл титулы чемпиона Югославии в сезонах 1951 и 1952/53 годов, а также два Кубка Югославии в 1949 и 1950 годах. Завершил карьеру в родном суботицком «Спартаке», последнюю игру провёл 5 марта 1961.

### В сборной
С 1949 по 1955 годы Тихомир выступал за вторую сборную, в 1953 году провёл пять матчей за молодёжную сборную, а с 1950 по 1956 годы играл за основную сборную. Дебют состоялся 28 мая 1950 в Белграде в матче против Дании (5:1), последний матч прошёл 17 июня 1956 в Загребе против Австрии (1:1). С командой выступал на чемпионате мира 1950 года: в матче против Швейцарии Огнянов получил травму, но доиграл матч до конца и даже забил гол. На летней Олимпиаде в Хельсинки стал серебряным призёром. Также вошёл в состав сборной на чемпионат мира 1954 года, но из-за осложнений после хирургической операции ни одну игру так и не сыграл.

### После игровой карьеры
После карьеры игрока работал в командах Суботицы: ОФК, «Спартак», «Север», «Црвенка». Также был президентом «Спартака» и его техническим директором. 21 июля 1983 вышел на пенсию. Умер 2 июля 2006.